# یرمولایوو (باشقیرستان)
یرمولایوو (انگلیسی: Yermolayevo, Republic of Bashkortostan) یک شهرک در شهرستان کویورگازینسکی جمهوری باشقیرستان در کشور روسیه است.